# Koncernchef
Koncernchef är en företagsledare som är chef för en koncern. I regel är koncernchefen den som är verkställande direktör i det aktiebolag som är moderbolag i koncernen. Därför anges befattningen ofta som verkställande direktör och koncernchef.
I Sverige gäller det att aktiebolagslagen inte definierar någon särskild roll för en koncernchef, utan enbart för en verkställande direktör.